# Mobilfunkdienst über Satelliten

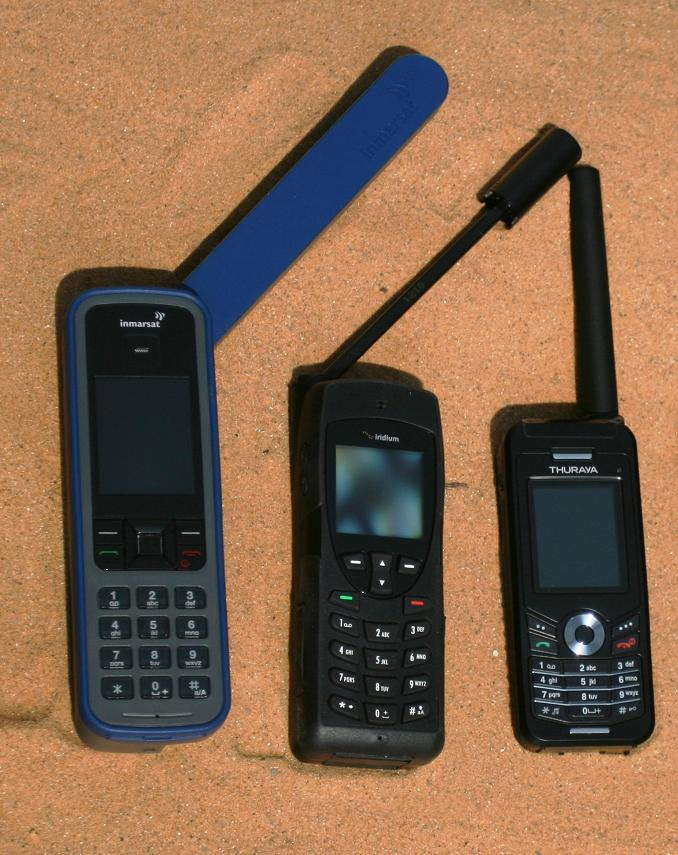
Satelliten-Mobiltelefone

Der Mobilfunkdienst über Satelliten (englisch mobile-satellite service) ist entsprechend der Definition der Vollzugsordnung für den Funkdienst (VO Funk) der Internationalen Fernmeldeunion (ITU) ein Funkdienst
- zwischen mobilen Erdefunkstellen und einer oder mehreren Weltraumfunkstellen oder zwischen Weltraumfunkstellen, die für diesen Funkdienst benutzt werden; oder
- zwischen, mobilen Erdefunkstellen über eine – oder mehrere Weltraumfunkstellen.

## Einteilung
Die VO Funk kategorisiert diesen Funkdienst wie folgt:
- Mobilfunkdienst über Satelliten (Artikel 1.25)
  - Mobiler Landfunkdienst über Satelliten (Artikel 1.27)
  - Mobiler Seefunkdienst über Satelliten (Artikel 1.29)
  - Mobiler Flugfunkdienst über Satelliten (Artikel 1.35)
    - Mobiler Flugfunkdienst über Satelliten (R) (Artikel 1.36)
    - Mobiler Flugfunkdienst über Satelliten (OR) (Artikel 1.37)